# Marcos Wilson da Silva
Marcos Wilson da Silva, meglio noto come Marcão (Rio de Janeiro, 17 agosto 1995), è un calciatore brasiliano, difensore del Vitória-ES.

## Caratteristiche tecniche
È un difensore centrale.

## Carriera
Dopo aver militato nelle serie inferiori del calcio brasiliano, nel 2018 è stato acquistato dal Marítimo.
Ha esordito il 28 luglio 2018 disputando da titolare il match di Taça da Liga vinto 3-0 contro il Mafra.